# Indotyphlops filiformis
Indotyphlops filiformis är en ormart som beskrevs av Duméril och Bibron 1844. Indotyphlops filiformis ingår i släktet Indotyphlops och familjen maskormar. Inga underarter finns listade i Catalogue of Life.
Denna orm förekommer antagligen i Indien. Honor lägger troligtvis ägg.
Inget är känt angående populationens storlek och möjliga hot. IUCN kategoriserar arten globalt som otillräckligt studerad.